# Marian Czuchnowski
Marian Czuchnowski (ur. 22 maja 1909 w Polnej koło Grybowa, zm. 9 stycznia 1991 w St. Leonard-On-Sea) – polski poeta, pisarz, dziennikarz nazywany "polskim Arthurem Rimbaudem".

## Życiorys
W okresie międzywojennym związany z radykalnym ruchem ludowym. Debiutował w 1930 r. zbiorkiem wierszy Poranek goryczy. Studiował na Uniwersytecie Jagiellońskim prawo i filozofię pracując jednocześnie jako dziennikarz w Głosie Narodu, a później w Ilustrowanym Kurierze Codziennym. Należał do grupy poetów Krakowskiej Awangardy. Wielokrotnie aresztowany za działalność w radykalnym ruchu chłopskim i robotniczym. Więzień sowieckich łagrów (1939–1941), żołnierz armii gen. Andersa. W 1942 ukończył Szkołę Podchorążych Rezerwy 6 Lwowskiej Dywizji Piechoty w Shahrisabz, w Uzbekistanie.
W 1944 r. zamieszkał na stałe w Londynie. Swoje wiersze, artykuły, szkice literackie drukował w emigracyjnych czasopismach, m.in. w paryskiej Kulturze. 

## Nagrody
Laureat Nagrody Związku Pisarzy Polskich na Obczyźnie w 1955 roku, nagrody im. T. Sułkowskiego, oraz Fundacji Alfreda Jurzykowskiego.

## Twórczość

### Poezja
- Poranek goryczy (Poznań 1930)
- Kobiety i konie: Listy do Jana Artura Rimbauda (Poznań 1931)
- Reporter róż (Kraków 1932)
- Tak (Kraków 1933)
- Trudny życiorys (Kraków 1934)
- Powódź i śmierć (Kraków 1936)
- Arkusz poetycki (Warszawa 1938)
- Pożegnanie jeńca (Newtown 1946)
- Pola minowe (Londyn 1951)
- Rozłupany przez perłę (Londyn 1952)
- Motyl i zakonnica (Londyn 1953)
- Dama w jedwabnym płaszczu deszczowym (Londyn 1954)
- Poeta (Londyn 1956)
- Na wsi (Londyn 1958)
- Angielska zima 47 (Londyn 1966)
- Poezje wybrane (Warszawa 1978)
- Szpik egzystencji (Warszawa 2017)

### Proza
- Cynk (Kraków 1937)
- Pieniądz (Kraków 1938)
- Cofnięty czas (Londyn 1945)
- Tyfus, teraz słowiki (Londyn 1951)
- Pierścień i zamieć (Londyn 1956)
- Srebrna ostroga (Londyn 1958)
- Czarna koronka (Londyn 1966)
- Żal po czeremchach (Londyn 1972)